# إديث فيش
إديث فيش (بالإنجليزية: Edith Fisch)‏ هي محامية أمريكية، ولدت في 3 مارس 1923، وتوفيت في 3 أغسطس 2006.